# Campeonato Sudamericano 1919

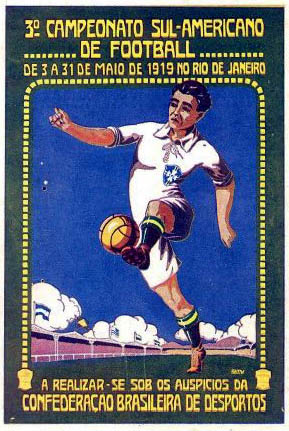
Poster

Das Campeonato Sudamericano von 1919 war die dritte Ausspielung der südamerikanischen Kontinentalmeisterschaft im Fußball und fand vom 11. bis zum 29. Mai in Brasilien statt. Ursprünglich sollte das Turnier 1918 stattfinden, wurde aber wegen der Spanischen Grippe verschoben.
Die Kosten für die drei Gastmannschaften für die Schiffsanreise wurden zur Hälfte durch Brasilien übernommen.
Alle Spiele fanden in Rio de Janeiro im Estádio Laranjeiras, dem Stadion des Fluminense FC statt. Da bei dieser Copa América nach dem letzten Spieltag kein Sieger feststand, fand zwischen den beiden punktgleichen Mannschaften von Brasilien und Uruguay ein Entscheidungsspiel um den Turniersieg statt. Arthur Friedenreich erzielte auf Vorlage von Neco den Siegtreffer Brasiliens und etablierte sich damit als erster Fußballstar seines Landes und wurde gemeinsam mit dem Passgeber Torschützenkönig des Turniers. Überschattet wurde der Wettbewerb vom tragischen Tod des uruguayischen Ersatztorwarts Roberto Chery.
Die Spieler der Gastmannschaften hatten die vorbei flanierenden Brasilianer mehrfach von den Balkons ihrer Hotels beschimpft, z. B. dass diese nur in Lumpen herumlaufen würden. Dieses führte zu gegenseitigen Ressentiments, so dass die Spiele als erste bekannt wurden, bei denen Polizeikräfte am Spielfeldrand für Sicherheit sorgten.

## Spielergebnisse
| Pl. | Land        | Sp. | S | U | N | Tore    | Diff. | Punkte |
| --- | ----------- | --- | - | - | - | ------- | ----- | ------ |
| 1.  | Brasilien   | 3   | 2 | 1 | 0 | 011:300 | +8    | 05:10  |
| 2.  | Uruguay     | 3   | 2 | 1 | 0 | 007:400 | +3    | 05:10  |
| 3.  | Argentinien | 3   | 1 | 0 | 2 | 007:700 | ±0    | 02:40  |
| 4.  | Chile       | 3   | 0 | 0 | 3 | 001:120 | −11   | 0:60   |

|              |   |             |           |
| 11. Mai 1919 |   |             |           |
| Brasilien    | – | Chile       | 6:0 (3:0) |
| 13. Mai 1919 |   |             |           |
| Uruguay      | – | Argentinien | 3:2 (2:1) |
| 17. Mai 1919 |   |             |           |
| Uruguay      | – | Chile       | 2:0 (2:0) |
| 18. Mai 1919 |   |             |           |
| Brasilien    | – | Argentinien | 3:1 (1:0) |
| 22. Mai 1919 |   |             |           |
| Argentinien  | – | Chile       | 4:1 (3:1) |
| 25. Mai 1919 |   |             |           |
| Brasilien    | – | Uruguay     | 2:2 (1:2) |

### Entscheidungsspiel

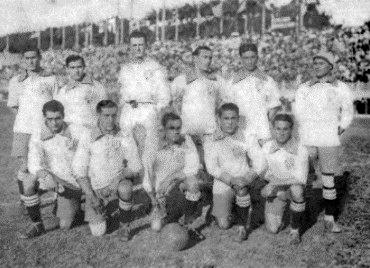
Südamerikameister Brasilien

|              |   |         |             |
| 29. Mai 1919 |   |         |             |
| Brasilien    | – | Uruguay | 1:0 n. V. * |

## Beste Torschützen
| Rang | Spieler             | Tore |
| ---- | ------------------- | ---- |
| 1    | Arthur Friedenreich | 4    |
|      | Neco                | 4    |
| 3    | Edwin Clarcke       | 3    |
|      | Carlos Izaguirre    | 3    |
|      | Carlos Scarone      | 3    |
| 6    | Isabelino Gradín    | 2    |

## Mannschaftsaufgebote
A. Barcos (Estudiantes (La Plata)), Enrique Brichetto (Boca Juniors), Calomino - Bleo Pedro Fournol (Boca Juniors), Roberto Castagnola (Racing Club), Edwin Clarcke (Porteño), Antonio Roque Cortella (Boca Juniors), Faivre (Gimnasia y Esgrima (Rosario)), Roberto Felices (Gimnasia y Esgrima (La Plata)), Carlos Isola (River Plate), Carlos Izaguirre (Porteño), José Lailolo (River Plate), Alfredo Martín (Boca Juniors), Pedro Martínez (Huracán (Buenos Aires)), Ernesto Mattozzi (Estudiantil Porteño), Juan Nelusco Perinetti (Racing Club), Armando Reyes (Racing Club), Nicolás Rofrano (River Plate), Emilio Sande (Porteño), Ernesto Scoffano (Eureka), J. G. Shilley (San Isidro), Eduardo Uslenghi (Porteño)

Amílcar (Corinthians), Arlindo Pacheco (América), Arnaldo (Santos) , Bianco Spartaco Gambini (Palestra Itália), Oscar Cyrillo Carregal (Flamengo), Dyonísio Álvaro dos Santos (Ypiranga), Agostinho Fortes Filho (Fluminense), Arthur Friedenreich (Paulistano), Galo (Flamengo), Haroldo Pereira Domingues (Santos), Héitor Marcelino Domingos (Palestra Itália), Laís (Fluminense), Marcos Carneiro de Mendonça (Fluminense), Álvaro Martins (São Cristóvão), Luiz Menezes (Botafogo (RJ)), Adolpho Millon Júnior (Santos), Neco (Corinthians), Luiz Bento Palamone (Mackenzie), Antônio Picagli (Palestra Itália), Píndaro de Carvalho Rodrigues (Flamengo), Sérgio Pereira (I) (Paulistano)
Technisches Komitee: Arnaldo, Amílcar, Mário Pollo, Affonso de Castro, Ferreira Vianna Netto und Haroldo Domingues

Telésforo Báez (Santiago Wanderers), Héctor Baeza (Santiago Wanderers), Carlos del Río (Fernández Vial (Concepción)), Aurelio Domínguez (Artillero de Costa FC (Talcahuano)), Guillermo Frez (La Cruz FC (Valparaíso)), Alfredo France (Estrella del Mar (Talcahuano)), Eufemio Fuentes (Estrella del Mar (Talcahuano)), Francisco Gatica (Eleuterio Ramírez FC (Santiago)), Óscar González (Artillero de Costa FC (Talcahuano)), Manuel Guerrero (La Cruz FC (Valparaíso)), Horacio Muñoz (Fernández Vial (Concepción)), Ulises Poirier (La Cruz FC (Valparaíso)), Víctor Varas (Artillero de Costa FC (Talcahuano))
Trainer: Héctor Parra

José Benincasa (Peñarol), Roberto Chery (Peñarol), Juan Delgado (Peñarol), Alfredo Foglino (Nacional), Isabelino Gradín (Peñarol), Rodolfo Marán (Nacional), Ricardo Medina (Central), Rogelio Naguil (Nacional), José Pérez (Peñarol), Omar Pérez (Wanderers), Ángel Romano (Nacional), Cayetano Saporiti (Wanderers), Carlos Scarone (Nacional), Héctor Pedro Scarone (Nacional), Pascual Somma (Nacional), José Vanzzino (Nacional), Manuel Varela (Peñarol), Alfredo Zibechi (Nacional)
Trainer: Severino Castillo